# Kerguidoué (Fluss)
Der Kerguidoué ist ein Fluss in Frankreich, der im Département Côtes-d’Armor in der Region Bretagne verläuft. Er entspringt im westlichen Gemeindegebiet von Lantic, entwässert mit mehreren Richtungsänderungen generell Richtung Nordwest und mündet nach rund 21 Kilometern an der Gemeindegrenze von Tréméven und Lanleff als rechter Nebenfluss in den Leff.

## Orte am Fluss
(Reihenfolge in Fließrichtung)
- Les Ruisseaux, Gemeinde Lantic
- Kercadic, Gemeinde Pléguien
- Pléguien
- Kergolot, Gemeinde Pléguien
- Pludual
- Lannebert
- Kerguyomard, Gemeinde Pludual
- Tréméven
- Le Boisgelin, Gemeinde Pléhédel
- Lanleff

## Sehenswürdigkeiten
- Manoir de Boisgelin, Herrenhaus mit Teilen aus dem 16. Jahrhundert am Flussufer bei Tréméven – Monument historique[4]